# Matthias Ecke
Matthias Ecke (født 12. april 1983) er en tysk politiker, der har været medlem af Europa-Parlamentet for det tyske socialdemokratiske parti (SPD) siden 2022.

## Politisk karriere
Før han kom ind i Europa-Parlamentet, arbejdede Ecke som rådgiver for økonomiminster Martin Dulig i Sachsens delstatsministerium for økonomiske anliggender.
I parlamentet sidder Ecke i Regionaludviklingsudvalget. Ud over sine udvalgsopgaver er han en del af parlamentets delegation for forholdet til Hviderusland.

## Privatliv
Ecke er gift.

## Overfald
I 2024 blev Ecke overfaldet af en gruppe unge mænd, mens han satte valgplakater op i Dresden. Han fik flere knoglebrud og måtte opereres akut. Den tyske indenrigsminister Nancy Faeser udtalte i forbindelse med overfaldet at "hvis det bliver bekræftet, at det er et politisk motiveret overfald et par uger før valget til Europa-Parlamentet, så er denne alvorlige voldshandling også et alvorligt angreb på demokratiet."